# Argyroeides ceres
Argyroeides ceres är en fjärilsart som beskrevs av Druce 1893. Argyroeides ceres ingår i släktet Argyroeides och familjen björnspinnare. Inga underarter finns listade i Catalogue of Life.